# Arsenura aspasia
Arsenura aspasia är en fjärilsart som beskrevs av Herrich-Schäffer 1854. Arsenura aspasia ingår i släktet Arsenura och familjen påfågelsspinnare. Inga underarter finns listade i Catalogue of Life.